# Toyota Auris
Toyota Auris – samochód osobowy klasy kompaktowej produkowany przez japoński koncern motoryzacyjny Toyota Motor Corporation w latach 2006–2018.

## Pierwsza generacja
Toyota Auris I została po raz pierwszy oficjalnie zaprezentowana podczas targów motoryzacyjnych w Paryżu w 2006 roku.

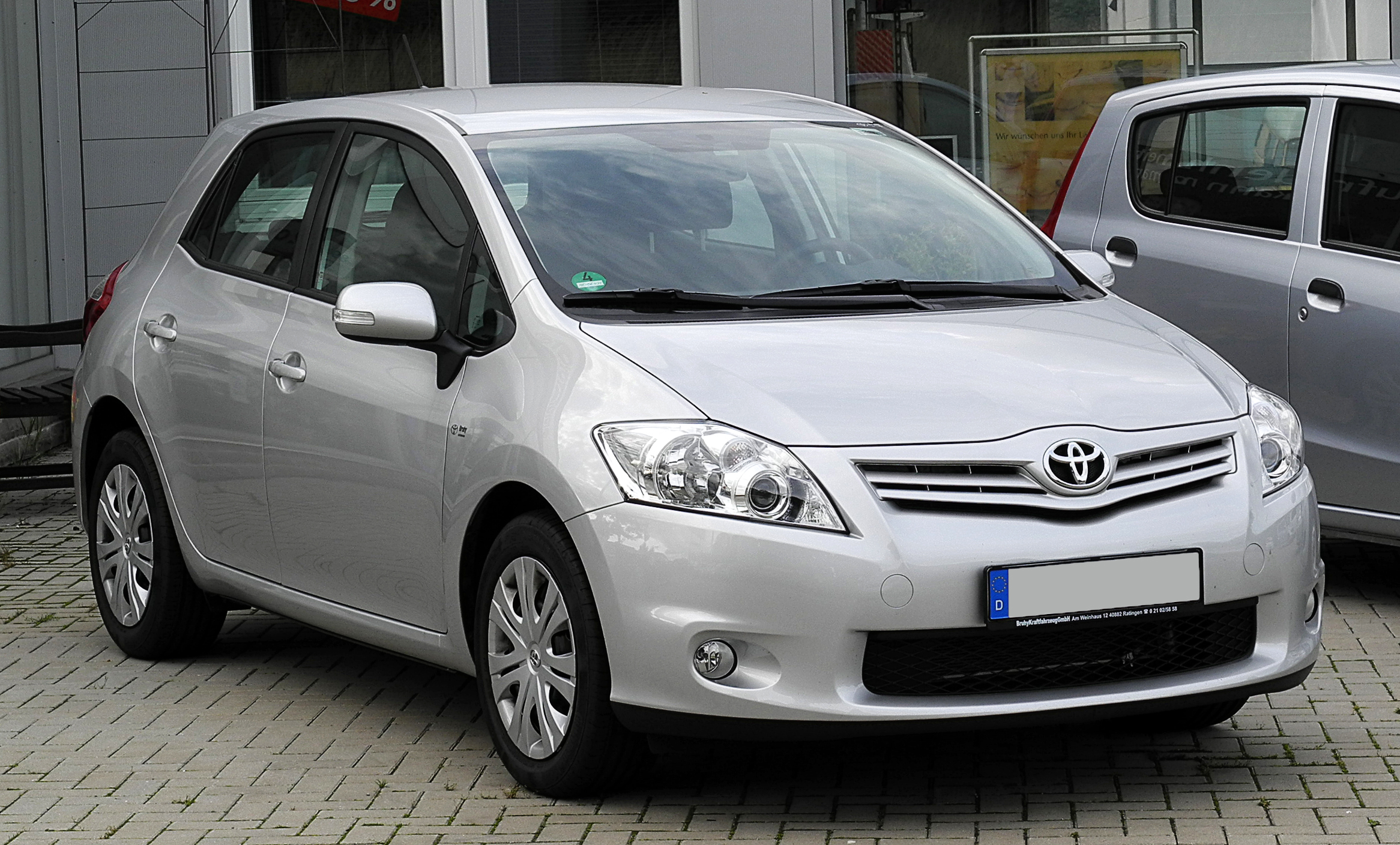
Toyota Auris I po liftingu

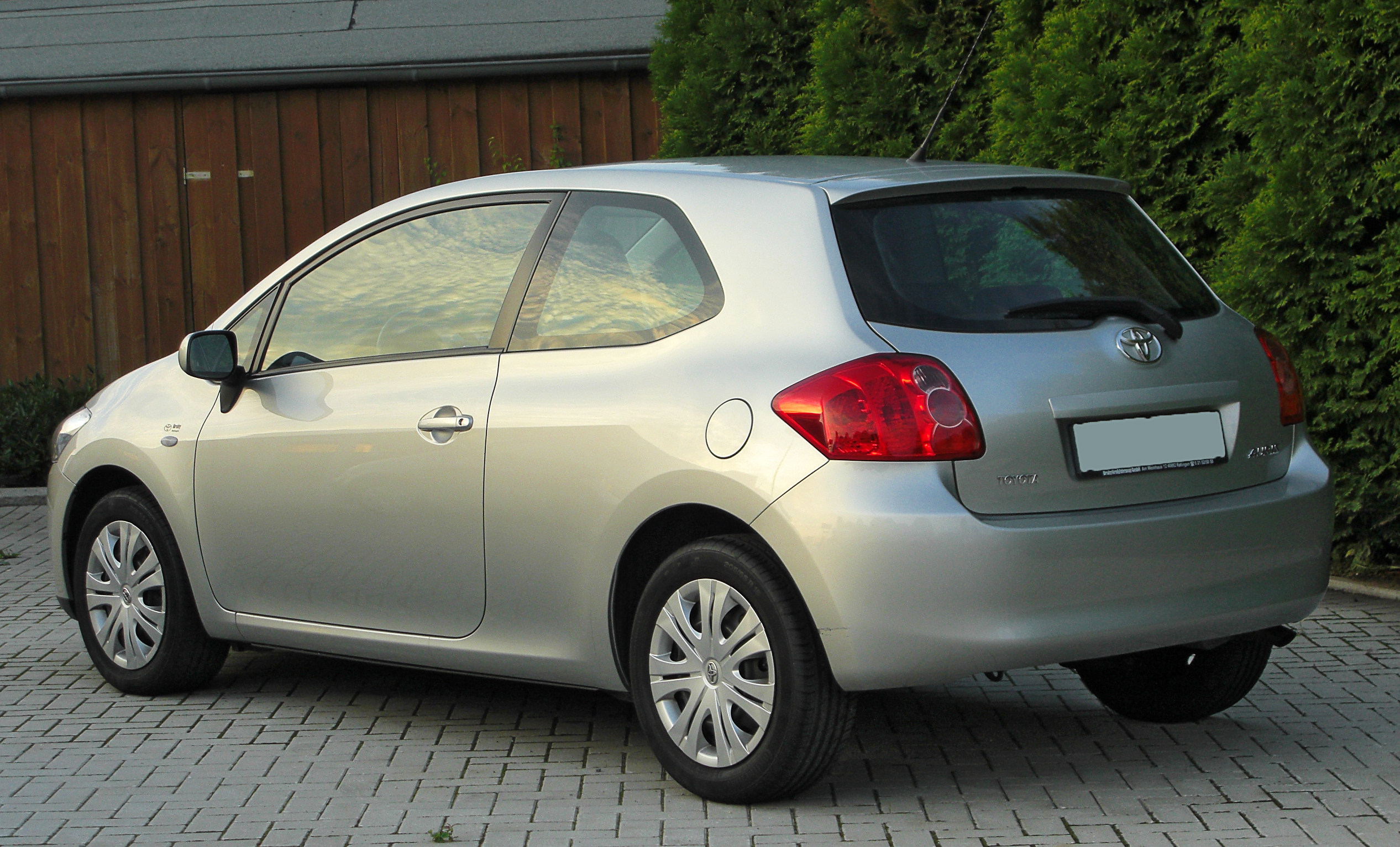
Toyota Auris I przed liftingiem – tył 3d

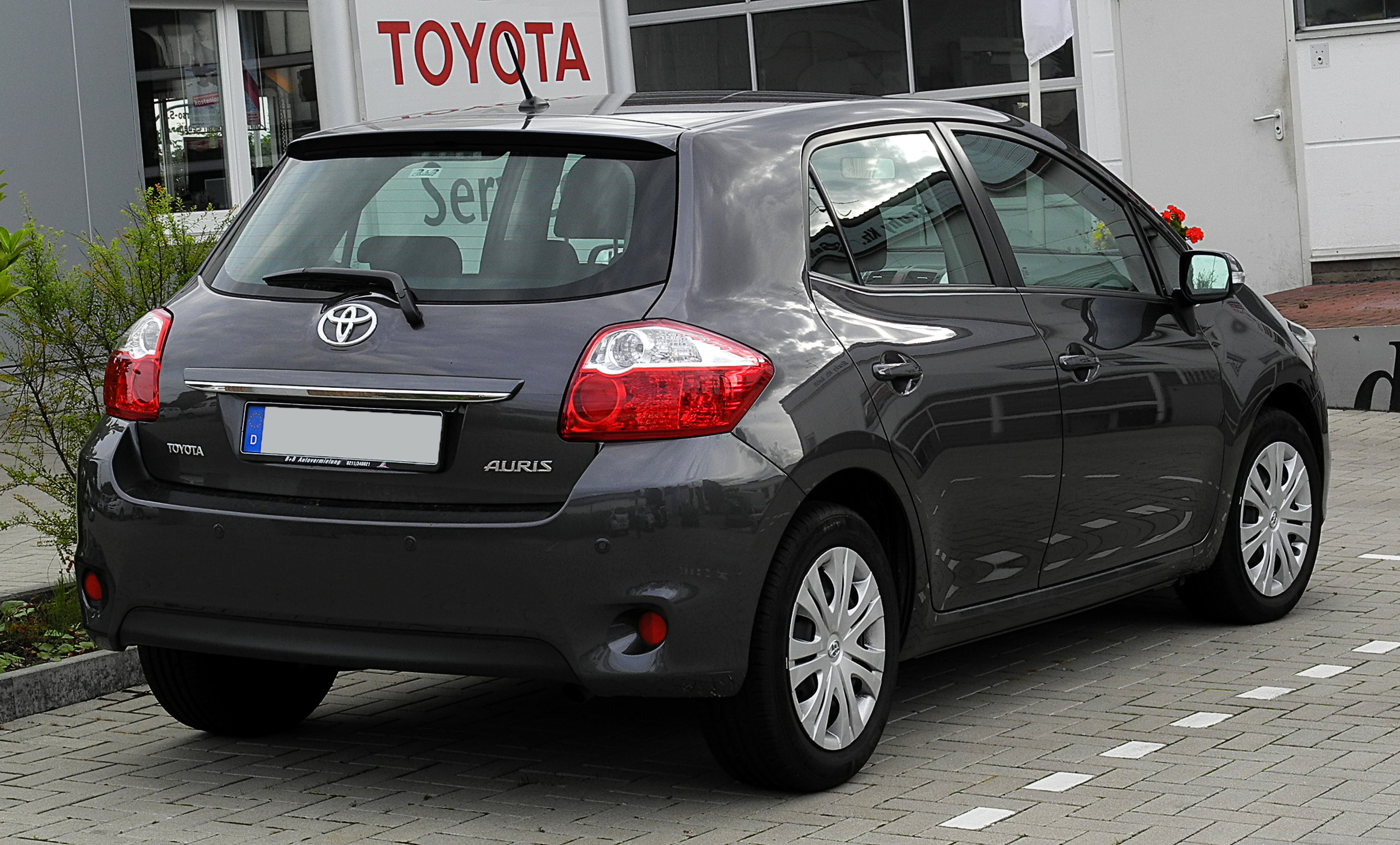
Toyota Auris I po liftingu – tył 5d

Nazwa "Auris" pochodzi z języka łacińskiego od słowa "aurum", które oznacza złoto. Pojazd zastąpił na niektórych rynkach motoryzacyjnych model Corolla w wersji hatchback oraz na rynku japońskim model Corolla Runx. Na rynku australijskim model nieprzerwanie oferowano pod nazwą Corolla. 
W 2009 roku auto przeszło face lifting. Odświeżone zostało nadwozie, wnętrze i wyposażenie pojazdu, a także paleta jednostek napędowych. W 2010 roku do oferty wprowadzona została wersja z napędem hybrydowym.
Na rynku japońskim oferowano także zmodyfikowaną, luksusowo wyposażoną Toyotę Blade. Z zewnątrz samochód różnił się inaczej stylizowanym pasem przednim, przeprojektowanym tyłem oraz innym kołem kierownicy wewnątrz.

### Wersje wyposażeniowe
- Terra
- Luna
- Sol
- Premium
- Dynamic
- Prestige
- S Tumi
- Grayge
- GT

Wyposażenie standardowe to m.in. system ABS z EBD, ESP, klimatyzacja manualna, od 2 do 9 poduszek powietrznych oraz radioodtwarzacz.

### Dane techniczne

#### Silniki benzynowe
- Wersja europejska

| Silnik          | Symbol  | Pojemność skokowa [cm3] | Moc maksymalna [KM] przy obr./min | Maks. moment obrotowy [Nm] przy obr./min | Układ i liczba cylindrów | liczba zaworów |
| --------------- | ------- | ----------------------- | --------------------------------- | ---------------------------------------- | ------------------------ | -------------- |
| 1.33 Dual VVT-i | 1NR-FE  | 1328                    | 101/6000                          | 132/4000                                 | R4                       | 16             |
| 1.4 VVT-i       | 4ZZ-FE  | 1398                    | 97/6000                           | 130/4400                                 | R4                       | 16             |
| 1.6 Dual VVT-i  | 1ZR-FE  | 1598                    | 124/6000                          | 157/5200                                 | R4                       | 16             |
| 1.6 Valvematic  | 1ZR-FAE | 1598                    | 132/6400                          | 160/4400                                 | R4                       | 16             |

1.8 Kompressor
- Wersja japońska

| Silnik         | Moc maksymalna [KM] | Maks. moment obrotowy [Nm] |
| -------------- | ------------------- | -------------------------- |
| 1.5 VVT-i      | 110                 | 140                        |
| 1.8 Dual VVT-i | 136                 | 175                        |

- Blade

| Silnik           | Pojemność skokowa [cm3] | Moc maksymalna [KM] przy obr./min | Maks. moment obrotowy [Nm] przy obr./min | Układ i liczba cylindrów |
| ---------------- | ----------------------- | --------------------------------- | ---------------------------------------- | ------------------------ |
| 2.4              | 2362                    | 168/6000                          | 224/4000                                 | R4                       |
| 3500cc 2GR-FE V6 | 3456                    | 280/6200                          | 344/4700                                 | V6                       |

- Corolla – wersja australijska Aurisa

| Silnik         | Pojemność skokowa [cm3] | Moc maksymalna [KM] przy obr./min | Maks. moment obrotowy [Nm] przy obr./min | Układ i liczba cylindrów | liczba zaworów |
| -------------- | ----------------------- | --------------------------------- | ---------------------------------------- | ------------------------ | -------------- |
| 1.8 Dual VVT-i | 1798                    | 136/6000                          | 175/4400                                 | R4                       | 16             |

#### Silniki wysokoprężne
- Wersja europejska

| Silnik        | Pojemność skokowa [cm3] | Moc maksymalna [KM] przy obr./min | Maks. moment obrotowy [Nm] przy obr./min | Układ i liczba cylindrów | liczba zaworów |
| ------------- | ----------------------- | --------------------------------- | ---------------------------------------- | ------------------------ | -------------- |
| 1.4 D-4D      | 1364                    | 90/3800                           | 205/1800–2800                            | R4                       | 8              |
| 2.0 D-4D      | 1998                    | 126/3600                          | 310/1800–2400                            | R4                       | 16             |
| 2.2 D-CAT DPF | 2231                    | 177/3600                          | 400/2000–2800                            | R4                       | 16             |

## Druga generacja
Toyota Auris II została po raz pierwszy oficjalnie zaprezentowana podczas targów motoryzacyjnych we Frankfurcie w 2012 roku.

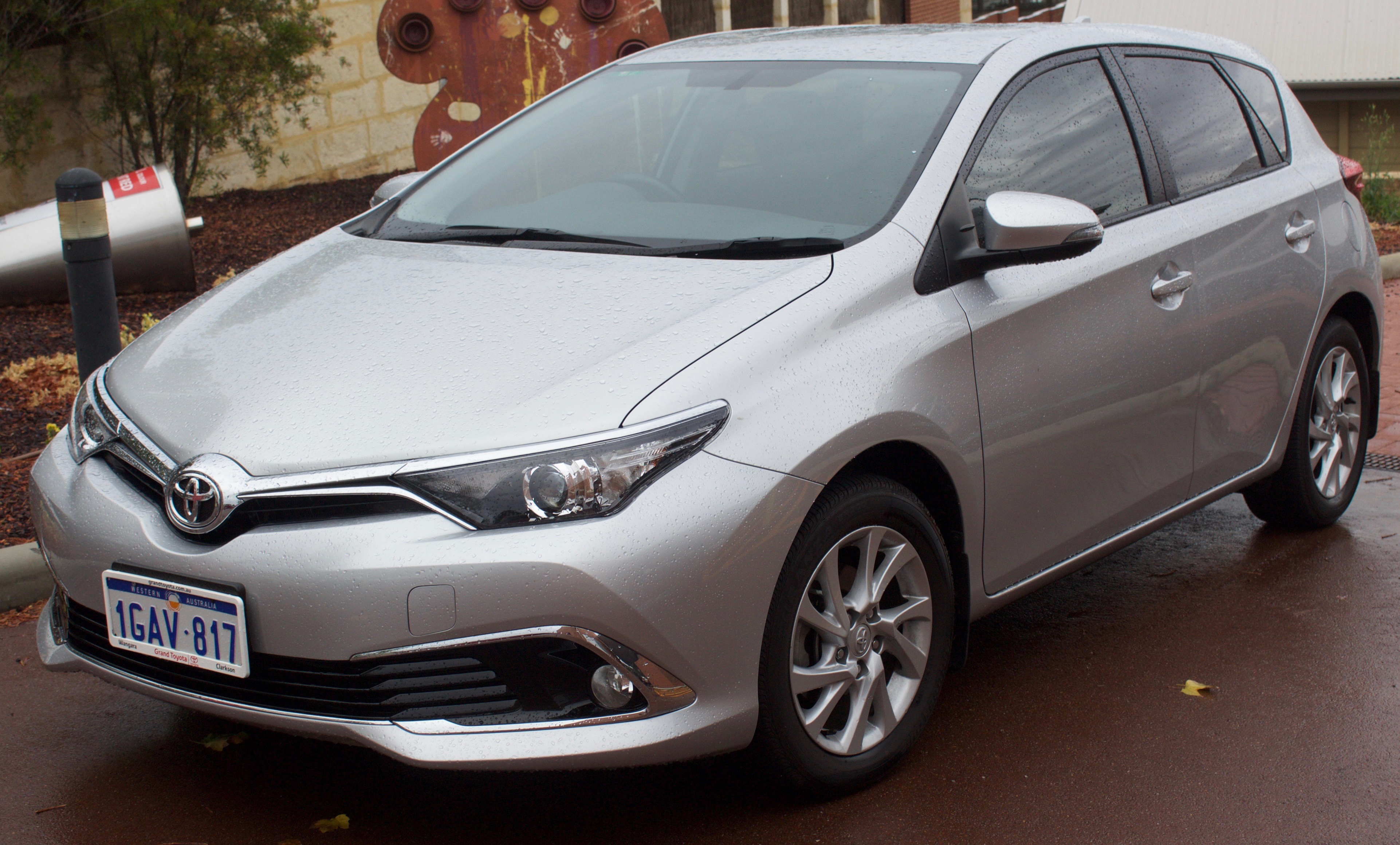
Toyota Auris II po liftingu

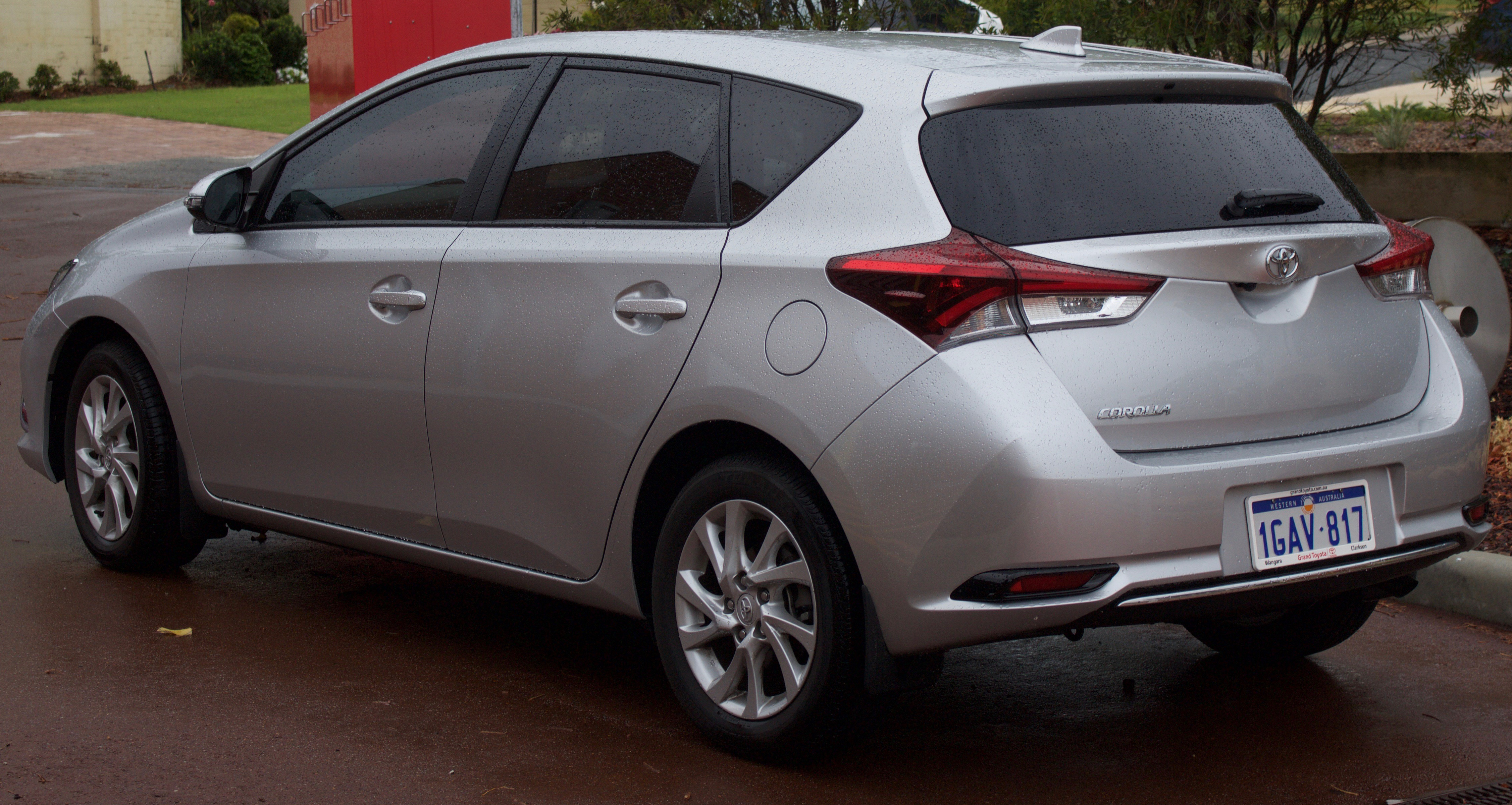
Toyota Auris II po liftingu – tył

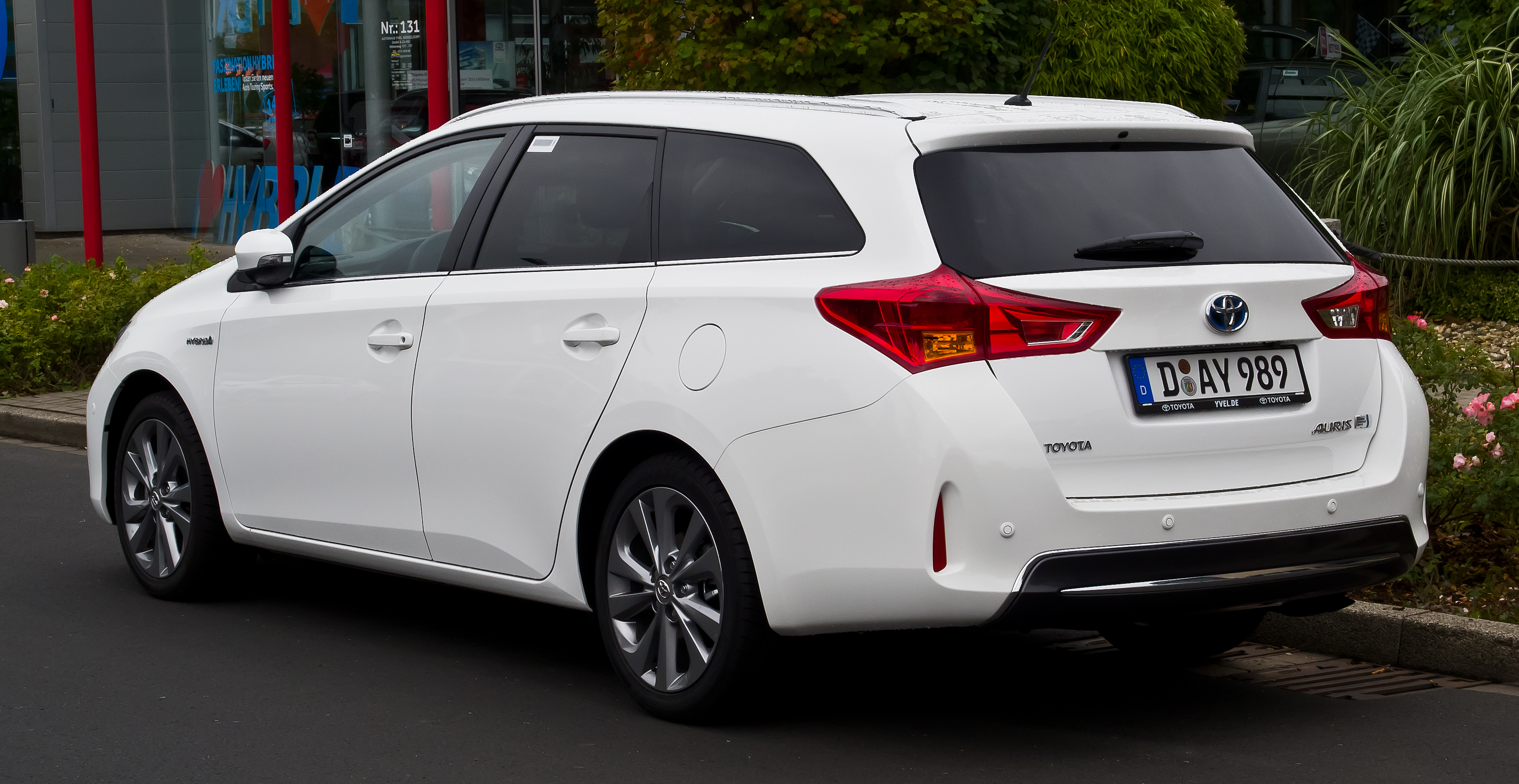
Toyota Auris II Kombi przed liftingiem

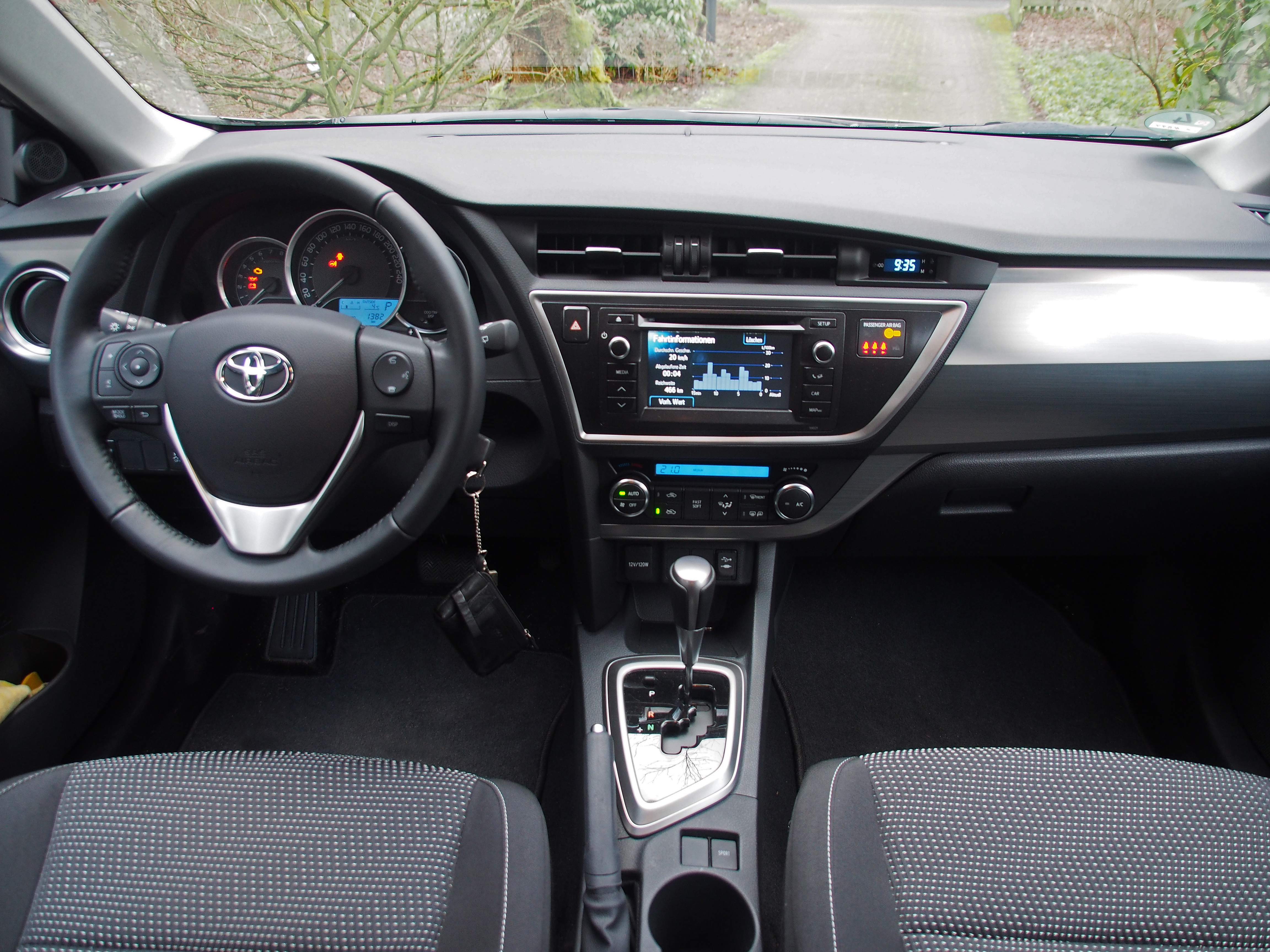
Toyota Auris II – wnętrze

Samochód został zaprezentowany jednocześnie w dwóch wersjach nadwoziowych: hatchback oraz kombi. W stosunku do pierwszej generacji modelu, auto zyskało ostrzejsze linie nadwozia i wyrazistszą stylizację. W 2013 roku zaprezentowana została wersja sedan pojazdu oferowana pod nazwą Corolla XI.
Na początku 2015 roku auto przeszło face lifting. Auto otrzymało zmienioną stylistykę nadwozia, wyższą jakość wykonania wnętrza pojazdu oraz nowe elementy wyposażenia. Przy okazji liftingu dodane zostały nowe jednostki napędowe spełniające normy Euro 6. Charakterystycznym elementem pojazdu po liftingu jest przód, który otrzymał nowe reflektory w technologii LED z wbudowanymi światłami do jazdy dziennej oraz nową atrapę chłodnicy.
Hybrydową Toyotą Auris w wersji nadwoziowej Touring Sports na 136-kilometrowym dystansie dziennikarze uzyskali wynik średniego zużycia paliwa wynoszący 3 l/100 km. 

### Silniki

#### Benzynowe
- R4 1.2T 116 KM
- R4 1.33 Dual VVT-i 100 KM
- R4 1.6 Valvematic 132 KM

#### Wysokoprężne
- R4 1.4 D-4D 90 KM
- R4 1.6 D-4D 112 KM
- R4 2.0 D-4D 125 KM

#### Hybrydowe
- R4 1.8 Hybrid 136 KM (silnik benzynowy: 1.8 99 KM, silnik elektryczny: 37 KM)

### Wersje wyposażeniowe[6]
- Life
- Active
- Premium
- Dynamic
- Prestige

#### 2017
- Selection

Hybrydowe:
- Premium
- Prestige

Standardowe wyposażenie pojazdu obejmuje m.in. 7 poduszek powietrznych, system ABS, ESP oraz system wspomagający ruszanie na wzniesieniach, podgrzewanie oraz elektryczne sterowanie lusterek oraz radio.

## Wycofanie modelu i powrót do nazwy Corolla

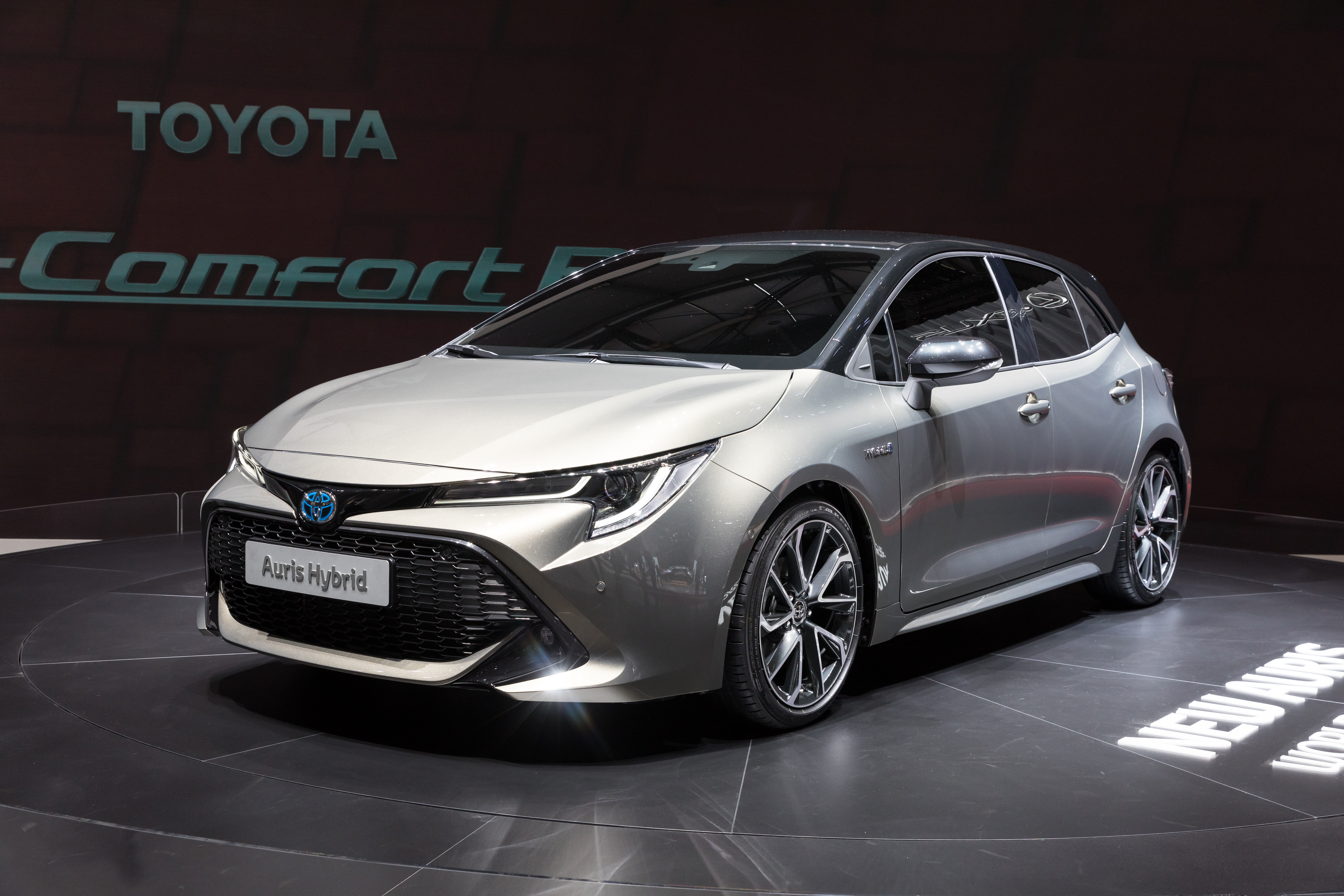
Toyota Corolla XII, niedoszła trzecia generacja Aurisa

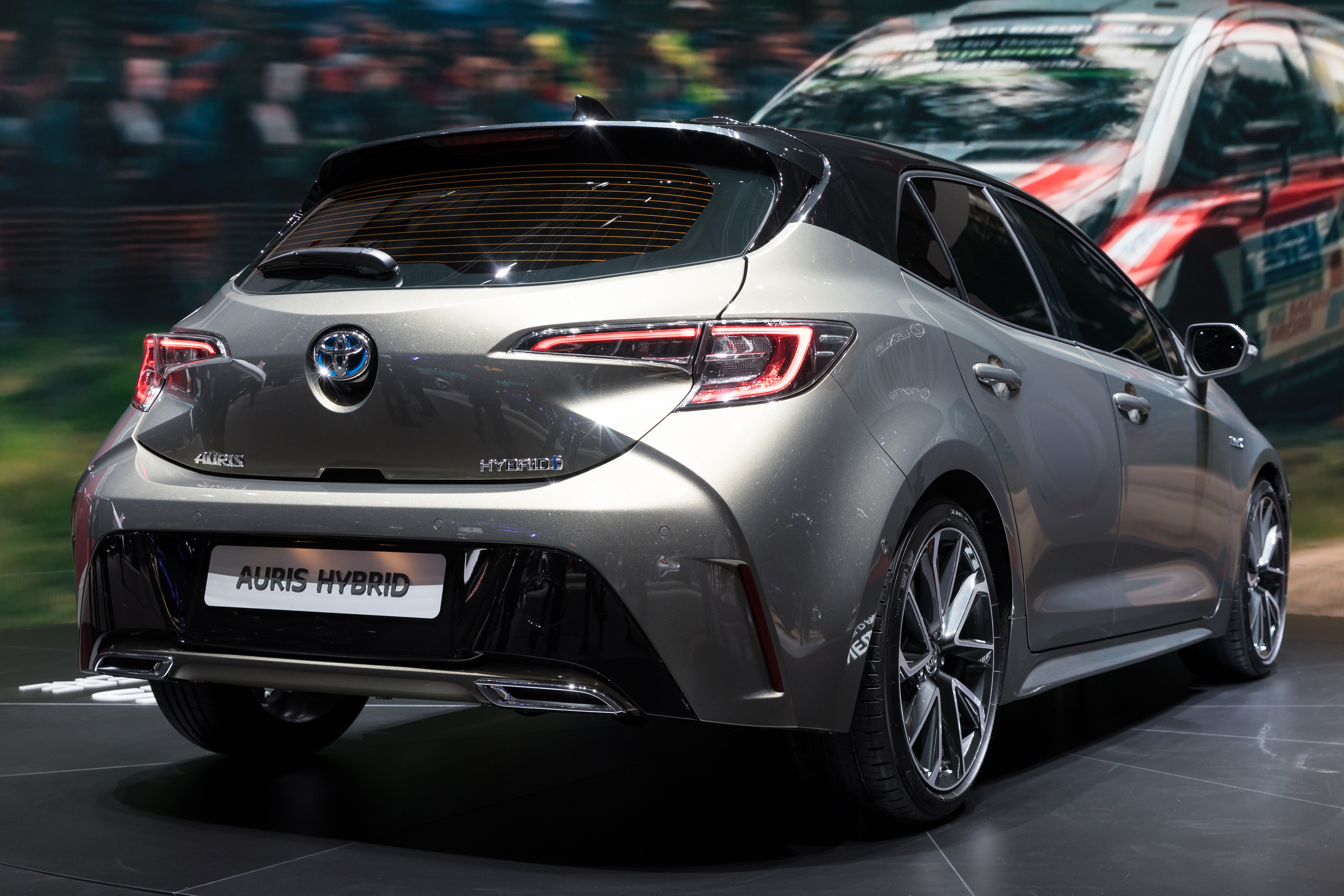
Toyota Corolla XII, niedoszła trzecia generacja Aurisa

Choć przedstawiony w marcu 2018 roku kompaktowy hatchback na Salonie w Genewie reklamowano jako trzecią generację Aurisa, pół roku później podjęto inną decyzję. Samochód, trafiając do sprzedaży w Europie w ostatniej kolejności z początkiem 2019 roku, ponownie będzie sprzedawany pod nazwą Corolla – tak, jak wszystkie generacje przed modelem IX produkowanym do 2006 roku i tak samo, jak na innych rynkach świata. Nazwa Auris przeszła tym samym do historii w 2019 roku po 13 latach funkcjonowania.